# Sage Watson
Sage Watson (Medicine Hat, Alberta; 20 de junio de 1994) es una atleta canadiense especializada en la modalidad de 400 metros vallas, así como en la prueba de relevos 4 x 400 metros.

## Carrera deportiva
Comenzó su andadura en competiciones internacionales con Canadá en el año 2011, siendo su primera participación en el Campeonato Mundial Juvenil de Atletismo, que se celebró ese año en la ciudad francesa de Lille, donde acabó siendo octava en la carrera de 400 metros vallas, con tiempo de 1:01,04 minutos, y llevándose la primera medalla de bronce de su carrera en la modalidad de sprint medley relay, tras conseguir hacerlo en una marca de 2:05,72 minutos.
En 2012, en la cita internacional del Campeonato Mundial Junior de Atletismo, celebrada en Barcelona (España), volvía a competir en los 400 metros vallas, donde tras lograr superar la primera ronda, cayó en la segunda semifinal siendo cuarta (fuera de los puestos directos de clasificación), con un tiempo de 58,04 segundos; así mismo, con el combinado canadiense de relevos en 4x400 metros terminó siendo sexta, tras llegar a meta en 3:37,84 minutos.
Para 2013, en el Campeonato Panamericano de Atletismo Sub-20 lograba pleno en las tres categorías en las que se inscribió. La cita de Medellín (Colombia) supuso hacerse con el trío de medallas, al lograr el bronce en la carrera de 400 metros lisos, con 52,68 segundos; el oro en los 400 metros vallas, con 56,81 segundos; y la plata en los 4 x 400 metros relevos, con 3:41,53 minutos.
Con una pausa en 2014, pese a participaciones en Norteamérica, en 2015 compitió primero en los Juegos Panamericanos que Watson viviría en casa, al celebrarse en Toronto. Pese al mal comienzo en los 400 metros vallas, donde no pasó de la primera ronda, en la que cayó siendo cuarta en la primera serie, con 58,36 segundos, se redimiría en los 4 x 400 metros relevos volviendo al podio con un bronce tras marcarse 3:27,74 minutos el combinado. Posteriormente, en el Campeonato Mundial de Atletismo, en Pekín (China), mejoraría ciertamente sus tiempos en los 400 m vallas, ya que superaría la ronda clasificatoria y caería eliminada en semifinales (56,38 segundos), mientras en los 4 x 400 metros relevos, las buenas sensaciones de Canadá quedaron alejadas al ser octavos, mejorando en cinco centésimas su anterior tiempo.
En 2016 participó en sus primeros Juegos Olímpicos, viajando a Brasil con la expedición canadiense para competir en sus dos modalidades. En los 400 metros vallas superó la ronda clasificatoria (55,93 segundos), cayendo en la tercera semifinal, donde rozó el pase a la final, pero no valió el cuarto puesto que consiguió para llegar, con un tiempo de 55,44 segundos. Mejor resultado, nuevamente a las puertas del podio, obtendría con sus compañeras Carline Muir, Alicia Brown y Noelle Montcalm en la prueba de relevos 4x400 metros, siendo Watson la última relevista, acabando siendo las cuartas mejores por detrás de las británicas con 3:26,43 minutos.
Al año siguiente, en 2017, en el Campeonato Mundial de Atletismo de Londres, lograba ser sexta en los 400 metros vallas, con un tiempo de 54,92 segundos.
Tras un quinto puesto en 2018 los 400 metros vallas en los Juegos de la Mancomunidad de Gold Coast (Australia), en 2019 corrió en los Relevos Mundiales de Yokohama (Japón), donde volvió a ser cuarta en los 4 x 400 metros relevos femeninos tras llegar a meta en 3:28,21 minutos. Posteriormente, en los Juegos Panamericanos, ahora celebrados en Lima (Perú), lograba doblete en podio, con el oro en los 400 metros vallas, tras ser el mejor tiempo (55,16 segundos), y la plata en los 4 x 400 metros relevos, con 3:27,01 minutos. En octubre de 2019, en el Campeonato Mundial de Atletismo de Doha (Catar), llegó a terminar octava en la final de 400 metros vallas, con 54,82 segundos de marca, y el equipo de relevistas en los 4x400 metros no pudo terminar la serie final, ya que fueron descalificados al cometer una infracción en calle.
En 2021 competiría en sus segundos Juegos Olímpicos, postergados a consecuencia de la pandemia de coronavirus. En julio viajó a Tokio con el resto de la representación canadiense para correr nuevamente en 400 metros vallas y en el combinado olímpico de relevos a 400. En la primera modalidad, la carrera clasificatoria tuvo lugar a las 9 de la mañana del 31 de julio, superándola tras correr en la serie 1, en la que quedó quinta, con un tiempo de 55,54 segundos. Caería en semifinales, tras ser quinta en la segunda de las carreras, con 55,51 segundos. Así mismo, en el mismo orden que en Río de Janeiro, el combinado femenino canadiense repetía una cuarta posición en los relevos, mejorando en cinco segundos su marca, con 3:21,84 minutos.

## Resultados por competición

### Por temporada
| Representando a Canadá | Representando a Canadá                            | Representando a Canadá | Representando a Canadá | Representando a Canadá | Representando a Canadá |
| ---------------------- | ------------------------------------------------- | ---------------------- | ---------------------- | ---------------------- | ---------------------- |
| Año                    | Competición                                       | Lugar                  | Modalidad              | Puesto                 | Marca                  |
| 2011                   | Campeonato Mundial Juvenil de Atletismo           | Lille                  | 400 m vallas           | 8ª                     | 1:01,04 min.           |
| 2011                   | Campeonato Mundial Juvenil de Atletismo           | Lille                  | Sprint medley relay    | 3ª                     | 2:05,72 min.           |
| 2012                   | Campeonato Mundial Junior de Atletismo            | Barcelona              | 400 m vallas           | 4ª (SF2)               | 58,04 s.               |
| 2012                   | Campeonato Mundial Junior de Atletismo            | Barcelona              | 4 x 400 metros relevos | 6ª                     | 3:37,84 min.           |
| 2013                   | Campeonato Panamericano de Atletismo Sub-20       | Medellín               | 400 m                  | 3ª                     | 52,68 s.               |
| 2013                   | Campeonato Panamericano de Atletismo Sub-20       | Medellín               | 400 m vallas           | 1ª                     | 56,81 s.               |
| 2013                   | Campeonato Panamericano de Atletismo Sub-20       | Medellín               | 4 x 400 metros relevos | 2ª                     | 3:41,53 min.           |
| 2015                   | Juegos Panamericanos                              | Toronto                | 400 m vallas           | 4ª (H1)                | 58,36 s.               |
| 2015                   | Juegos Panamericanos                              | Toronto                | 4 x 400 metros relevos | 3ª                     | 3:27,74 min.           |
| 2015                   | Campeonato Mundial de Atletismo                   | Pekín                  | 400 m vallas           | 7ª (SF2)               | 56,38 s.               |
| 2015                   | Campeonato Mundial de Atletismo                   | Pekín                  | 4 x 400 metros relevos | 8ª                     | 3:27,69 min.           |
| 2016                   | Juegos Olímpicos                                  | Río de Janeiro         | 400 m vallas           | 4ª (SF3)               | 55,44 s.               |
| 2016                   | Juegos Olímpicos                                  | Río de Janeiro         | 4 x 400 metros relevos | 4ª                     | 3:26,43 min.           |
| 2017                   | Campeonato Mundial de Atletismo                   | Londres                | 400 m vallas           | 6ª                     | 54,92 s.               |
| 2018                   | Juegos de la Mancomunidad                         | Gold Coast             | 400 m vallas           | 5ª                     | 55,55 s.               |
| 2019                   | Relevos Mundiales                                 | Yokohama               | 4 x 400 metros relevos | 4ª                     | 3:28,21 min.           |
| 2019                   | Juegos Panamericanos                              | Lima                   | 400 m vallas           | 1ª                     | 55,16 s.               |
| 2019                   | Juegos Panamericanos                              | Lima                   | 4 x 400 metros relevos | 2ª                     | 3:27,01 min.           |
| 2019                   | Campeonato Mundial de Atletismo                   | Doha                   | 400 m vallas           | 8ª                     | 54,82 s.               |
| 2019                   | Campeonato Mundial de Atletismo                   | Doha                   | 4 x 400 metros relevos | 3ª (H1)                | 3:25,86 min.           |
| 2021                   | Juegos Olímpicos                                  | Tokio                  | 400 m vallas           | 5ª (SF2)               | 55,51 s.               |
| 2021                   | Juegos Olímpicos                                  | Tokio                  | 4 x 400 metros relevos | 4ª                     | 3:21,84 min.           |
| 2022                   | Campeonato Mundial de Atletismo en Pista Cubierta | Belgrado               | 4 x 400 metros relevos | 4ª (H2)                | 3:31,45 min.           |

### Mejores marcas
| Disciplina                              | Marca             | Lugar           | Fecha                  |
| --------------------------------------- | ----------------- | --------------- | ---------------------- |
| 60 metros lisos (pista cubierta)        | 7,85 s.           | Calgary         | 3 de diciembre de 2011 |
| 100 metros lisos (pista cubierta)       | 12,20 s.          | Edmonton        | 4 de junio de 2011     |
| 200 metros lisos (exterior)             | 23,80 s.          | Tempe           | 25 de marzo de 2017    |
| 200 metros lisos (pista cubierta)       | 24,22 s.          | Blacksburg      | 19 de febrero de 2022  |
| 400 metros lisos (exterior)             | 51,62 s.          | Tucson          | 17 de marzo de 2018    |
| 400 metros lisos (pista cubierta)       | 51,84 s.          | College Station | 11 de marzo de 2017    |
| 400 metros vallas (exterior)            | 54,32 s.          | Doha            | 2 de octubre de 2019   |
| 4 x 400 metros relevos (exterior)       | 3:21,84 min.      | Tokio           | 7 de agosto de 2021    |
| 4 x 400 metros relevos (pista cubierta) | 3:31,45 min. (NR) | Belgrado        | 20 de marzo de 2022    |